# Peacocke (Nouvelle-Zélande)
Peacocke est une banlieue située  dans la région de Waikato, dans l’Île du Nord de la Nouvelle-Zélande.

## Situation
Elle est située au sud de la ville de Hamilton.

## Présentation
La ville de Peacocke fut incorporée dans les limites de la cité de Hamilton  en 1989.
C’est l’une des zones urbaines d’avenir pour Hamilton, s’étendant tout le long de la ville de Rotokauri .
Le plan d’urbanisme de Peacocke de 2007 fournit un projet de développement de 620 ha sur environ 25 ans .
Deux applications de la procédure de consentement d’autorisation (en) furent instituées en 2018 proposant un lotissement nommé « Amberfield » de 862 sections sur une surface de  105 ha, situé entre Peacockes Rd et le trajet du fleuve Waikato.
En 2020, l’autorisation pour le projet a été l’objet d’un appel devant la cour de l’Environnment de la Nouvelle-Zélande (en), dont la motivation  majeure  était la protection de l’habitat de l’espèce en danger d’extinction nommée une chauve-souris à longue queue.

## Histoire

### Colonisation maorie
Le pa Nukuhau est l’un des pas le mieux préservé de la région de Waikato.
C’est l’extrémité sud du secteur de Peacocke, à côté du fleuve.
Les Ngāti Mahuta (en) peuvent avoir occupé le site depuis environ les années 1700, après que les Ngati Raukawa (en) l’ont conquis ou qu’il a appartenu de fait aux Ngāti Ruru et qu’il a été repris par les Ngāti Māhanga (en).
Il fut rapporté comme étant abandonné au moment des guerres des mousquets.
Après l’invasion de Waikato (en) en 1863, ce fut l'un des terrains confisqués (en).

### Colonisation européenne
Les terres furent acquises en 1868 par le Colonel de Quincy (en), qui la nomma Weston Lea d’après Waikato Tainuie, domicile en Angleterre de sa grand-mère  près de la ville de Bath dans le Somerset en Angleterre.
En 1887, Fitzroy Peacocke, le fils du Capitaine Peacocke (en), acheta les terres au colonel, qui était le beau-père de sa femme, Florence Henrietta.
Toutefois, ils n’y vinrent pas avant l’année 1889 et la ferme fut mise en vente 3 ans plus tard.
Leur fils, Egerton Peacocke, reprit la ferme en 1905 et nettoya l’essentiel du bush pour en faire une ferme laitière.
Son frère Noel, un architecte, conçut un nouveau corps de ferme, qui fut construit en 1912.